# Batalla de Balaclava
La batalla de Balaclava (25 de octubre de 1854), librada en la región de Balaklava, enfrentó a los rusos, por una parte, contra los aliados turcos, franceses y británicos, por otra, durante la guerra de Crimea de 1854-1856. En la cultura rusa se la conoce más como la batalla de Kadikoi, localidad realmente más cercana al escenario de la batalla. La acción tuvo lugar en el curso del asedio de la plaza de Sebastopol por los aliados y en el intento de un ejército ruso de levantar el cerco y neutralizar la cabeza de playa que usaban los aliados para recibir abastecimientos.

## Antecedentes
El plan aliado consistía en descargar un golpe letal al poder ruso en el mar Negro, atacando directamente la base de la armada rusa en Sebastopol con un doble movimiento: con un bloqueo naval por parte de la Royal Navy y simultáneamente desde tierra mediante una operación anfibia. De este modo, si Sebastopol caía se garantizaba la neutralización total de la flota rusa, bien mediante captura si decidía permanecer en tierra, bien mediante su destrucción si se atrevía a forzar el bloqueo naval, pues en el mar la superioridad inglesa era incontestable.
El transporte de tropas fue complicado y mal planificado. Los británicos optaron por realizar todo el viaje por mar. Hubo momentos de muy mala mar con lo que el sufrimiento del personal alcanzó cotas elevadas. Se utilizaron barcos de vela por el mayor gasto económico que suponía utilizar los recientes y modernísimos barcos a vapor, con lo cual se prolongó el viaje más allá de lo aconsejable. Las tropas viajaron hacinadas en los buques, padeciendo privaciones e incomodidades que causaron numerosas bajas. En concreto los caballos se almacenaron en las bodegas del modo más inadecuado, sufriendo tal estrés e incomodidad que aproximadamente la mitad de los animales murieron en el transcurso del viaje, para desolación de sus jinetes que los tenían en gran estima.
La llegada a Crimea volvió a plantear nuevos problemas pues el desembarco fue de todo menos ordenado, volviendo a sufrir las monturas un trato ominoso, al ser echadas al agua sin más, para que alcanzaran a nado la playa, volviendo a producirse más bajas entre los animales más débiles, que no pudieron resistir el esfuerzo. Como consecuencia, la División de Caballería se vio obligada a destacar algunos oficiales a Constantinopla para comprar caballos y reponer bajas.
Un asunto curioso que rodeó la polémica subsiguiente al desarrollo de la batalla fue la bien conocida "crónica rosa" que implicaba a dos de los comandantes de caballería. El general al mando de la operación, lord Raglan, designó como general de la División de Caballería a George Charles Bingham, tercer conde de Lucan, y como general de la Brigada Ligera de Caballería a su cuñado lord Cardigan. Ambos aristócratas se llevaban muy mal: mantenían una rivalidad y enemistad de dominio público, manteniéndose alejados y en constante enfrentamiento. El hecho de que Raglan designara a uno como superior del otro no ha dejado de intrigar a los estudiosos del tema, pues implicaba introducir de entrada en la cadena de mando ante la tropa un vector de perturbación que pudo tener consecuencias fatales.

## Hacia Sebastopol

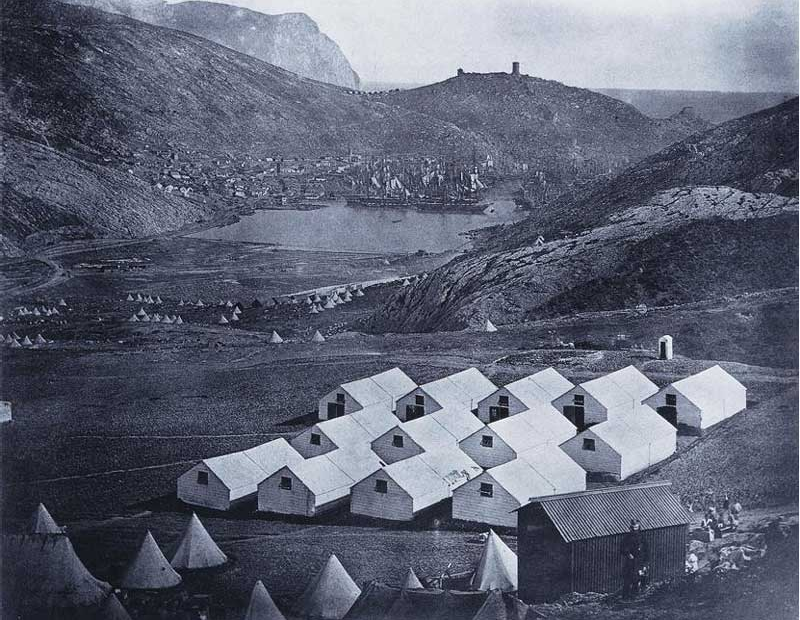
Campamento militar británico en la batalla de Balaclava, 1855.

Una vez puesto en marcha el ejército aliado anglo-francés, la ruta hacia Sebastopol debía ser lo más rápida posible para impedir la concentración de las fuerzas rusas. No obstante, las operaciones anfibias duraron tantos días que los rusos tuvieron tiempo más que de sobra para reunir fuerzas suficientes para estorbar el avance aliado hacia Sebastopol.
El primer río que había que cruzar era el río Bulganek, donde se produjeron escaramuzas con la infantería rusa, la cual una vez en retirada fue atacada por la caballería británica por iniciativa de su general Lucan. No obstante, Raglan hizo que a la caballería le fuera ordenada cancelar la carga, lo que enojó a Lucan. Poco después, en la batalla del río Alma, la caballería permaneció completamente inactiva de forma vergonzosa mientras la infantería tomaba la colina frontalmente y, por supuesto, a costa de la sangre de sus soldados. Entre la infantería se apodó a lord Lucan como lord "Look-on" (lord Mirón), haciendo un juego de palabras en referencia a lo poco que intervino tal día. En este caso lord Lucan se abstuvo de actuar sin órdenes expresas de Raglan, causando malestar entre todos sus hombres, que estaban ansiosos por actuar.
Tras la batalla, se ordenó el cruce del río sin detenerse ni a abrevar a las monturas, lo cual supuso una crueldad intolerable para los animales, que se paraban y hundían su cabeza en el agua desesperados, pues llevaban días sin beber. Los oficiales de caballería aumentaron su enojo y rencor hacia un estado mayor completamente negligente e insensible con sus animales.
Por fin, se alcanzó una llanura rodeada de colinas cerca de Kadikoi, donde Raglan ordenó establecer un campamento aparte del ejército ante las informaciones de fuerzas rusas en las proximidades, procedentes en parte de Sebastopol, de donde salieron para no quedar copadas. Otro contingente fue enviado a establecer el asedio de Sebastopol, que había quedado en parte desguarnecido.

## La batalla
El 25 de octubre se estableció contacto entre las fuerzas aliadas y las rusas. Ante los informes del espionaje que hablaban de unas fuerzas rusas superiores, se enviaron órdenes de madrugada al contingente inglés que sostenía el asedio a Sebastopol. No obstante estas tropas tardaron en ponerse en marcha y no jugaron ningún papel en la batalla. La actuación de su comandante, que no interrumpió su desayuno inglés para ponerse en marcha, fue objeto de críticas y polémicas posteriores.
Con las fuerzas disponibles, Raglan decidió hacer frente a los rusos en campo abierto.
En el transcurso de la batalla se produjeron destacables hechos de armas para la historia militar como la Carga de la Brigada Ligera o la celebérrima «Delgada Línea Roja» (The Thin Red Line), en la que el 93.er Regimiento de Highlanders detuvo una carga de la caballería rusa con tan sólo una formación de dos en fondo, por completo audaz para un enfrentamiento ante caballería. No obstante, esta batalla es famosa por la polémica que ha generado entre los historiadores su última acción: la famosa carga de la caballería ligera británica: la llamada Carga de la Brigada ligera.
La conocida como "cabalgada al infierno" se produjo cuando se ordenó a toda la División de Caballería (al mando de lord Lucan) que cargara de frente sobre una posición de artillería rusa situada al final de un valle de aproximadamente 1,5 km de profundidad, protegida en las faldas de las colinas que conformaban el valle por más baterías de artillería y unidades de infantería. A poco de iniciado del movimiento, la Brigada Pesada, que marchaba en retaguardia, abortó el ataque por decisión del comandante de la División, lord Lucan, ante lo impracticable de la acción. No obstante, la Brigada Ligera al mando de lord Cardigan avanzó decidida sin cuestionarse las órdenes recibidas una vez iniciado el avance. No se ordenó a la Brigada Ligera que volviera grupas. La polémica actuación de Lucan (enemigo acérrimo de Cardigan) al cancelar la carga de su Brigada Ligera es otro de los hechos que han cubierto de misterio la transmisión de las órdenes en aquella aciaga jornada. Se ha especulado que quizá Lucan quería de alguna manera borrar la imagen de cobardía y pasividad de la caballería que se estaba difundiendo en el ejército, o que quiso dejar en evidencia la incompetencia de Raglan.
Durante la cabalgada la Brigada quedó tan expuesta al fuego cruzado de granadas y mosquetería que las bajas producidas fueron terribles en hombres y caballos. No obstante, la Brigada mantuvo la serenidad cumpliendo a rajatabla con la orden encomendada y siguiendo fielmente el reglamento de caballería, que marcaba cuidadosamente el paso a mantener a las monturas en función de la distancia al objetivo (paso, trote y galope), no sonando el toque de "a la carga" hasta los últimos metros frente a las bocas de los cañones, para maximizar la potencia de los animales que así no llegaban agotados y para lograr mantener la línea de la Brigada en el orden necesario. Los rusos confiaban en detener a la Brigada con un eficaz y atronador fuego de artillería, realizando incluso la última descarga de metralla sin limpiar los cañones previamente para ahorrar unos segundos al encontrarse ya la caballería a tan sólo unos metros y haber pasado visiblemente los lanceros sus armas a la posición "en ristre" (no limpiar los cañones de la pólvora sobrante tras una descarga suponía un serio riesgo de accidente que ponía en peligro la vida de los servidores de las piezas).
A pesar de todo, los supervivientes de la Brigada superaron la línea de cañones rusa y se encontraron con una sorpresa: la carga de la caballería rusa y de los temidos cosacos rusos, que estaban formados detrás de los cañones y superaban 5 a 1 a los brigadistas. Por fin, los rusos lograron desbaratar las líneas británicas tras constatar el exiguo número de británicos que salían de la humareda de los cañones. Los restos de la Brigada Ligera comenzaron entonces un infernal camino de vuelta salpicado de sangre por el fuego incesante de las posiciones rusas en las colinas.
Finalmente, el ejército ruso se retiró de las posiciones cercanas a Balaclava, contabilizándose la batalla como una victoria en los anales militares rusos. Sin embargo, desde el punto de vista estratégico, los aliados mantuvieron las posiciones de asedio alrededor de Sebastopol, por lo que el resultado de la batalla pudo considerarse estratégicamente rentable, aunque con serias dudas.

## Consecuencias
Como consecuencia de esta acción, tan valerosa como inapropiada, la Brigada Ligera, compuesta por cinco regimientos de dragones ligeros, Lanceros y húsares, fue casi totalmente destruida. Desde el primer momento la prensa inglesa se hizo eco de la valentía que supuso la carga, al tiempo que corrían ríos de tinta acerca de quién debería asumir la responsabilidad de haber causado tantas bajas británicas sin resultados aparentes. Casi todos los registros históricos indican que la decisión de realizar esta acción militar se tomó de manera apresurada y sin el debido análisis de la situación. El consejo de guerra posterior eximió de culpa al alto mando, aunque los implicados nunca volvieron a ostentar ningún mando militar. Hay que tener en cuenta que en la Inglaterra victoriana todos los mandos eran aristócratas y aún no existía la igualdad ante la ley y la opinión pública que se conoce hoy.
Se ha discutido desde el punto de vista de la historia militar si el error fue de quien dio la orden o de la ejecución; al parecer, el momento y la forma estuvieron mal elegidos, con lo que la culpa sería de los oficiales que dieron la orden, cuyo oficial superior sería lord Raglan. Se ordenó cargar sin apoyo de infantería desde una zona poco apropiada.

## En la cultura popular
El poeta inglés Alfred Tennyson compuso un famoso poema en loor de la acción: «... Por el valle de la muerte cabalgaron los 600...», que causó un gran impacto en la sociedad victoriana de la época, componiéndose música para su recitado. En los colegios ingleses se hizo obligatoria su memorización por los escolares y hasta épocas bien recientes todo inglés conocía desde pequeño la famosa acción de la carga de la Brigada Ligera.
La batalla fue recreada en la película La carga de la Brigada Ligera (1936), protagonizada por Errol Flynn.
La canción "The Trooper" del grupo de heavy metal Iron Maiden está dedicada a esta batalla, desde el punto de vista de un soldado británico que sabe que morirá.
También está basada en la batalla la canción "Thin Red Line", de la banda de rock Glass Tiger. 
El grupo Pearls Before Swine editó su segundo álbum con el título "Balaklava" (ESP DISK 1075, 1968). La pista 1 de la cara A ("Trumpet Landfrey", 0:33) reproduce un documento de audio de 1880 de un sobreviviente de la Carga de la Brigada Ligera cuyo texto en inglés es el siguiente: "I am trumpeter Landfrey, one of the surviving trumpeters of the charge of the light brigade at Balaklava. I am now going to sound the bugle that was sounded at Waterloo and sound the charge as was sounded at Balaklava on that very same bugle on the 25th of oct., 1854" ("Soy el trompeta Landfrey, uno de los trompetas sobrevivientes de la carga de la brigada ligera en Balaklava. Ahora voy a tocar la corneta que sonó en Waterloo y tocaré la carga como sonó en Balaklava en esa misma corneta el 25 de octubre de 1854").